# Raionul Chelmenți
Raionul Chelmenți (în ucraineană Кельменецкий район) era unul din cele 11 raioane administrative din regiunea Cernăuți din Ucraina, cu reședința în orașul Chelmenți. A fost înființat în anul 1960, fiind inclus în componența RSS Ucrainene. Începând din anul 1991, acest raion făcea parte din Ucraina independentă. A fost desființat în 2020, iar teritoriul său a fost inclus în componența raionului Nistru.
Acest raion avea o suprafață de 670 km² și 48.468 locuitori (2001) , în mare majoritate de naționalitate ucraineni. Din componența raionului făcea parte orașul Chelmenți și 24 comune rurale.
Înainte de ocuparea Basarabiei și Bucovinei de nord de către Uniunea Sovietică în 1940, teritoriul său a făcut parte din județul Hotin al României.

## Geografie
Raionul Chelmenți este situat în partea de nord-est a regiunii Cernăuți, între râurile Prut și Nistru. În prezent, raionul se învecinează în partea de vest cu raionul Hotin și cu raionul Noua Suliță, în partea de est cu raionul Secureni, în partea de sud cu raionul Briceni din Republica Moldova, în partea de nord cu raionul Kameneț-Podolsk din regiunea Hmelnițki. Partea de nord a raionului are ca graniță naturală râul Nistru.
Raionul Chelmenți este frontieră de stat cu Republica Moldova pe o lungime de 72 km. În acest raion, funcționează 5 puncte de trecere a frontierei:
- Chelmenți - Larga - punct internațional de trecere auto
- Chelmenți - Larga - punct internațional de trecere feroviar
- Rosoșani - Briceni - punct internațional de trecere auto
- Podvirivca - Lipcani - punct local de trecere auto, numai pentru cetățenii Republicii Moldova și Ucrainei care locuiesc permanent în raioanele administrative de frontieră
- Zelena - Medveja - punct local de trecere auto, numai pentru cetățenii Republicii Moldova și Ucrainei care locuiesc permanent în raioanele administrative de frontieră

Teritoriul raionului se află în zonă de lipostepă, predominând cernoziomurile. Raionul este străbătut de trei râuri, cel mai mare fiind Nistrul (care străbate raionul pe o lungime de 95 km).

## Economie
În raionul Chelmenți funcționează 6 întreprinderi industriale. Industria raionului este specializată în principal pe procesarea produselor agro-alimentare.
Agricultura este principala ocupație a locuitorilor raionului, aici desfășurându-și activitatea 39 societăți comerciale, dintre care 21 societăți cu răspundere limitată, 8 cooperative, 1 fermă privată, 5 asociații agricole țărănești și 4 producători agricoli independenți.
Suprafața raionului este de 67.017 hectare, dintre care 52.484 hectare sunt terenuri agricole, adică: 
- 44.668 ha de teren arabil,
- 1.599 ha de plantații perene,
- 1.100 ha de fânețe,
- 5.116 ha de pășuni.

## Învățământ și cultură
În raionul Chelmenți există 28 de instituții de învățământ, dintre care un liceu, 14 școli de gradele I și II, 12 școli de gradul III și o grădiniță, plus o școală profesională tehnică. Ființează aici 23 cămine culturale, 11 cluburi culturale și 34 biblioteci rurale.
De asemenea, funcționează aici un spital raional cu o capacitate de 205 paturi, o clinică raională cu 375 paturi, 2 spitale rurale cu câte 10 de paturi, 6 clinici medicale de obstetrică și 24 cabinete medicale .

## Demografie
Componența lingvistică a raionului Chelmenți
     Ucraineană (97,75%)
     Rusă (1,32%)
     Alte limbi (0,87%)
Conform recensământului din 2001, majoritatea populației raionului Chelmenți era vorbitoare de ucraineană (97,75%), existând în minoritate și vorbitori de rusă (1,32%).
La recensământul din 1989, raionul Chelmenți avea 52.633 locuitori.
Conform recensământului efectuat de autoritățile ucrainene în anul 2001, populația raionului Chelmenți era de 48.468 locuitori, fiind împărțită în următoarele grupuri etnice:
- Ucraineni - 47.261 (97,51%)
- Ruși -  607 (1,25%)
- Moldoveni -  477 (0,98%)
- Români -  25 (0,052%)
- Alții -  98 (0,20%) [4].

De asemenea, 16,7% din populația raionului locuia în așezări urbane (8.094 locuitori) și 83,3% în așezări rurale (40.374 locuitori).
Cele mai populate localități sunt orașul Chelmenți - 7.699 locuitori și satul Ianăuți - 3.253.

## Localități
Raionul Chelmenți este compus din:
- 1 oraș - Chelmenți - reședința administrativă
- 32 sate [5], dintre care: 
  - 24 comune sau selsoviete  astfel:

| - Babin, - Bârnova, - Burdiug, - Buzovița, - Chișla-Nedjimeni (Oselivca), - Chișla-Zamjieva (Podvirivca), - Cofa (Conovca), - Comarova, - Cozăreni, - Grușevița, - Ianăuți, - Lencăuți, | - Levinți, - Lucăceni, - Moșaneți, - Nelipăuți, - Noua Suliță, - Percăuți, - Resteu-Atachi (Dnistrivca), - Rosoșani, - Varticăuți, - Volcineți, - Voronovița, - Zelena |

- - 8 sate, care nu sunt și selsoviete, adică nu au administrație proprie, astfel:

| - - Brăila, - Crocva, - Macareanca, - Maiorca, | - - Mihăileanca, - Nagoreni, - Putrina, - Slobozia-Varticăuți |

## Obiective turistice
- Biserica de lemn din Comarova - construită în 1765 din lemn de brad [6]
- Biserica de lemn din Nelipăuți - transformată în biserică în 1806 dintr-o geamie
- Biserica de lemn din Grușevița - construită în anul 1890 [7]
- Biserica de lemn din Cofa (Conovca) - construită în anul 1897 [8]
- Biserica de lemn din Buzovița - construită în anul 1898 [9]
- Biserica de lemn din Volcineți - construită în anul 1914 [10]
- Biserica de lemn din Resteu-Atachi (Dnistrivca) - construită din lemn pe fundație de piatră în stil rusesc [11]